# Mistrzostwa Wspólnoty Narodów w judo
Mistrzostwa Wspólnoty Narodów w judo – międzynarodowe zawody w judo, pod egidą Commonwealth Judo Association, organizowane nieregularnie począwszy od 1988 roku. Rozegrano 14 edycji.

## Edycje
| Edycja | Wyniki | Gospodarz      |
| ------ | ------ | -------------- |
| 1      | 1988   | Coleraine      |
| 2      | 1992   | Cardiff        |
| 3      | 1994   | Gozo           |
| 4      | 1996   | Vacoas         |
| 5      | 1998   | Edynburg       |
| 6      | 2000   | Stephenville   |
| 7      | 2004   | Waitakere      |
| 8      | 2006   | Londonderry    |
| 9      | 2008   | Mauritius      |
| 10     | 2010   | Singapur       |
| 11     | 2012   | Cardiff        |
| 12     | 2016   | Port Elizabeth |
| 13     | 2018   | Jaipur         |
| 14     | 2019   | Walsall        |
| 15     | 2023   | Gqeberha       |
| 16     | 2024   | Pembroke       |